# Aéroport de Grand Forks
L'aéroport de Grand Forks est un aéroport situé en Colombie-Britannique, au Canada.